# Khalid Raghib
Khalid Raghib (ar. خالد رغيب; ur. 22 września 1969 w Sattat) – marokański piłkarz grający na pozycji pomocnika. W swojej karierze rozegrał 24 mecze i strzelił 6 goli w reprezentacji Maroka.

## Kariera klubowa
Całą swoją karierę piłkarską Raghib spędził w klubie Renaissance Settat. Zadebiutował w nim w 1988 roku i grał w nim do 1998 roku.

## Kariera reprezentacyjna
W reprezentacji Maroka Raghib zadebiutował 24 maja 1989 w wygranym 1:0 towarzyskim meczu z Algierią, rozegranym w Al-Kunajtirze. W 1992 roku był w kadrze Maroka na Igrzyska Olimpijskie w Barcelonie. W tym samym roku powołano go do kadry na Puchar Narodów Afryki 1992. Na tym turnieju zagrał w jednym spotkaniu, grupowym z Kamerunem (0:1). Od 1989 do 1998 rozegrał w kadrze narodowej 24 mecze i strzelił 6 goli.